# Skäggträdseglare
Skäggträdseglare (Hemiprocne mystacea) är en fågel i familjen trädseglare.

## Utseende och läte
Trädseglare liknar seglare, men är generellt större, mer långstjärtade och färgglada och könen skiljer sig åt. Skäggträdseglaren känns igen i flykten genom långa, smala vingar, en vit linje innanför vingarnas bakkant och en lång, kluven stjärt som ofta hålls stängd. Sittande syns två vita plymer utmed ansiktet, mellan vilka hanen har en rostfärgad öronfläck. Bland lätena hörs vassa "kwik kwik! kwik" eller fallande, rovfågellika "kweeuu!".

## Utbredning och systematik
Skäggträdseglaren förekommer från Moluckerna i Indonesien österut via Nya Guinea till Salomonöarna. Arten delas in i sex underarter med följande utbredning:
- Hemiprocne mystacea confirmata: Moluckerna och Aruöarna
- Hemiprocne mystacea mystacea: Nya Guinea
- Hemiprocne mystacea aeroplanes: Bismarckarkipelagen
- Hemiprocne mystacea macrura: Admiralitetsöarna
- Hemiprocne mystacea woodfordiana: Salomonöarna, Feniöarna  och Bougainville
- Hemiprocne mystacea carbonaria: Makira (Salomonöarna)

## Levnadssätt
Skäggträdseglaren hittas i skogsbryn i låglänta områden och lägre bergstrakter. Den ses ofta flyga i gryning och skymning.

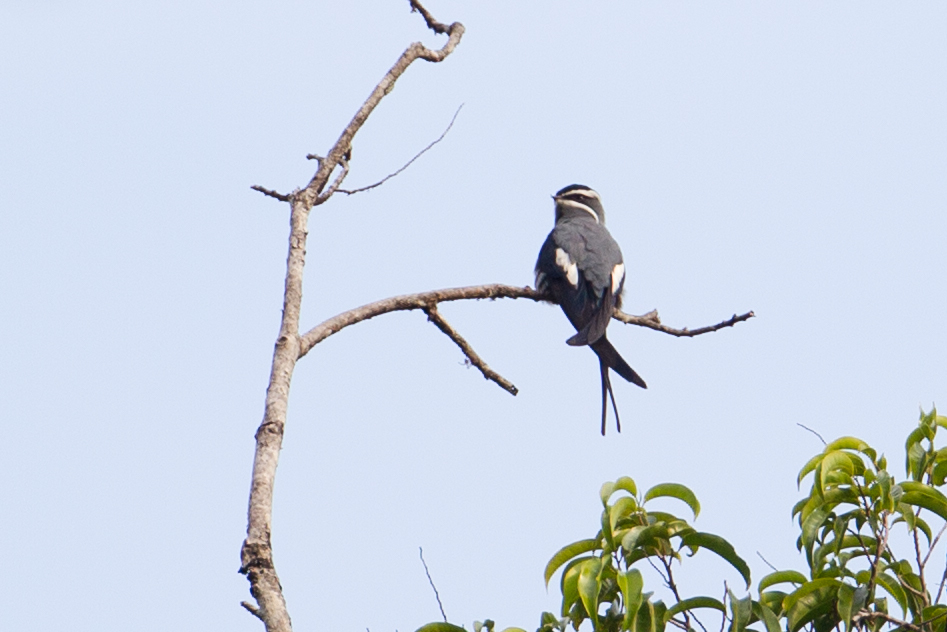

## Status och hot
Arten har ett stort utbredningsområde och en stor population med stabil utveckling och tros inte vara utsatt för något substantiellt hot. Utifrån dessa kriterier kategoriserar internationella naturvårdsunionen IUCN arten som livskraftig (LC). Världspopulationen har inte uppskattats men den beskrivs som generellt vanlig.